# Хрвоє Качич
Хрвоє Качич (12 січня 1932 — 14 лютого 2023) — хорватський ватерполіст.
Срібний призер Олімпійських Ігор 1956 року, учасник 1960 року.
Срібний призер Чемпіонату Європи з водного поло 1958 року, бронзовий призер 1950 року.
Переможець Середземноморських ігор 1959 року.